# Patrick Achi
Patrick Jérôme Achi, né le 17 novembre 1955 à Paris, est un homme d'État ivoirien. Il est ministre d’État, conseiller spécial à la présidence de la République de Côte d'Ivoire depuis le 7 janvier 2025.
Il est Premier ministre ivoirien du 10 mars 2021 au 16 octobre 2023. Initialement membre du Parti démocratique de Côte d'Ivoire – Rassemblement démocratique africain (PDCI) d'Henri Konan Bédié, il est ministre des Infrastructures économiques entre 2000 et 2017 et président du conseil régional de La Mé depuis 2013.
Il devient ensuite un soutien pour le Président Alassane Ouattara, qui le nomme secrétaire général de la présidence en 2017 ainsi que ministre d'État en 2020. Achi rejoint le Rassemblement des houphouëtistes pour la démocratie et la paix (RHDP) du président Ouattara en 2019. Il prend la tête du gouvernement en 2021, d’abord par intérim à la suite de la mort d'Hamed Bakayoko puis de plein exercice.

## Origines et formation
Patrick Achi naît à Paris le 17 novembre 1955 d'un père ivoirien et d'une mère bretonne,.
Il effectue son cycle secondaire au lycée classique d'Abidjan avant d'être titulaire d'une maîtrise de physique obtenue en 1979 à l'université de Cocody en Côte d'Ivoire, d'un diplôme d'ingénieur de l'École supérieure d'électricité et d'un master en management de l'université Stanford.

## Carrière professionnelle
Avant de rejoindre l'administration publique, Patrick Achi travaille pendant 17 ans dans le secteur privé. Il travaille à la fois comme entrepreneur et comme consultant en stratégie et en gestion.
Patrick Achi commence sa carrière en 1983 comme consultant chez Arthur Andersen dans son bureau de Paris. En 1988, il est affecté au bureau d'Abidjan en tant que directeur technique. Il couvre les divisions Conseils des pays francophones d'Afrique occidentale et centrale.
En 1992, il crée sa propre société de conseil, appelée Strategy & Management Consultants. En tant que conseiller du ministre des Finances, il contribue à la reforme du système de gestion des finances publiques de 1995 à 1997.
Entre 1997 et 1999, il est conseiller technique au ministère de l'Énergie et est chargé de la reforme du secteur des énergies. En 1999, Achi travaille à la réforme de la filière café-cacao au cabinet du premier ministre Seydou Diarra.

## Parcours politique

### Sous la présidence de Laurent Gbagbo

#### Ministre des Infrastructures économiques
Patrick Achi est nommé ministre chargé des Infrastructures économiques en octobre 2000 dans le gouvernement Affi N'Guessan I, sous Laurent Gbagbo. Il conserve son poste dans les gouvernements se succédant jusqu'en février 2010 (Affi N'Guessan II, III et IV, Diarra II, Konan Banny I, II, Soro I).

### Sous la présidence de Alassane Ouattara

#### Ministre des Infrastructures économiques
Sous la présidence d'Alassane Ouattara, Patrick Achi revient au gouvernement (Soro III), au même poste, en avril 2011. Il le conserve pendant plusieurs gouvernements successifs (Soro IV, Ahoussou-Kouadio, Kablan-Duncan IV et V).
En 2011, Patrick Achi est élu député. Il devient président du conseil régional de La Mé en 2013 et est réélu en 2018 et en 2023.

#### Ministre d'État, secrétaire général de la Présidence
Proche du président Ouattara, il est nommé par celui-ci, en janvier 2017, secrétaire général de la présidence de la république.
Patrick Achi est membre du PDCI d'Henri Konan Bédié et travaille, en vain, à rapprocher Konan Bédié et le président Ouattara lors des tensions consécutives à la formation du Rassemblement des houphouëtistes pour la démocratie et la paix (RHDP) en parti en 2018. En décembre 2018, avec Daniel Kablan Duncan et plusieurs ministres du PDCI, il forme le PDCI-Renaissance, un mouvement politique qui veut rester allié au RHDP d’Alassane Ouattara,. En raison de cette scission, Patrick Achi est exclu temporairement du PDCI, tout comme Kablan Duncan, en avril 2019. En juin, il rejoint le RHDP en tant que vice-président du parti.
Après la mort d'Amadou Gon Coulibaly en juillet 2020, Premier ministre et candidat du RHDP à l'élection présidentielle d'octobre 2020, Patrick Achi est mentionné comme candidat de remplacement possible.
À la suite de la désignation de Hamed Bakayoko comme Premier ministre en juillet 2020, il est nommé ministre d'État, en plus de sa fonction de secrétaire général de la présidence de la république,. Patrick Achi devient ainsi le troisième personnage du pouvoir, derrière le président et le Premier ministre.
Pendant la campagne présidentielle de 2020, il est désigné directeur national de campagne chargé du projet de société de la campagne du candidat du RHDP, Alassane Ouattara.

### Premier ministre

#### Par intérim
En février 2021, le Premier ministre Hamed Bakayoko est hospitalisé en France puis en Allemagne pour un cancer en phase terminale. Patrick Achi est élu député lors des élections législatives du 6 mars. Deux jours après le scrutin, le 8 mars, le président Ouattara nomme Patrick Achi comme Premier ministre à titre intérimaire.

#### Premier gouvernement
Hamed Bakayoko meurt le 10 mars 2021 et Patrick Achi est nommé officiellement Premier ministre par Alassane Ouattara le 26 mars suivant. Il est chargé de former un nouveau gouvernement et se voit remplacé au secrétariat général de la présidence par Abdourahmane Cissé. Il prend ses fonctions le 30 mars et présente la composition de son gouvernement le 6 avril.
En octobre 2021, son nom est cité dans les Pandora Papers,. Il contrôlait au moins jusqu'en 2006 Allstar Consultancy Services Limited, une entreprise offshore située aux Bahamas et créée en 1998 par l'intermédiaire d'un prête-nom, alors qu'Achi était commissaire du gouvernement auprès de la Compagnie ivoirienne d'électricité (CIE) et conseiller technique du ministre de l'Énergie.
Patrick Achi présente la démission de son gouvernement le 13 avril 2022. Cette démission est acceptée par le président Ouattara.

#### Second gouvernement
Il est reconduit au même poste le 19 avril 2022 . Le 6 octobre 2023, le président Ouattara met fin aux fonctions de Patrick Achi et de son gouvernement.

### Après la primature

#### Président du Conseil régional de La Mé
Patrick Achi est élu président du Conseil régional de La Mé pour la première fois en 2013. Il est réélu en 2018 puis en 2023,. Après la primature, il continue à exercer ses fonctions de président du conseil régional de la Mé. Pour protéger les espaces naturels et garantir la biodiversité dans la région de la Mé, la réserve naturelle de Mabi-Yaya, il décide de mettre en place le projet: Plan vert région de la Mé. Le 11 juin 2024, dans une allocution, à l'occasion de l'atelier de restitution du projet plan vert de la Mé, il déclare :« pour l'avenir de nos enfants, de la biodiversité et de la vie, protégeons nos forêts. Et pour faire de la région de la Mé, la première région verte de Côte d'Ivoire, combattons la destruction de nos forêts».  

#### Autres activités
En février 2024, il fait son entrée à l'université Harvard en tant qu'enseignant-chercheur privé, au sein du Centre de développement international (CID).
Le 1er juillet 2024, Patrick Achi est nommé conseil externe du Fonds monétaire international et de la Banque mondiale.

#### Conseiller spécial à la présidence
Le 7 janvier 2025, un décret signé par le président Alassane Ouattara, nomme Patrick Achi, ministre d'État, conseiller spécial à la présidence de la république,.
En mai 2025, à l'approche de l'élection présidentielle, Patrick Achi est désigné président du 2e congrès ordinaire du Rassemblement des houphouëtistes pour la démocratie et la paix prévu au mois de juin 2025,.

## Bilan de son parcours à la primature

### Lancement de projets
En août 2021, il lance les activités du Système Intégré de Gestion du Foncier Urbain (SIGFU) en vue d'optimiser la délivrance des documents administratifs. En septembre 2021, à Bouaké, il procède au lancement de la compagnie de transport SOTRA dans la ville du centre du pays.

### Initiatives pour la jeunesse et l'éducation
En juillet 2021, il lance les états généraux de l'éducation, pour bâtir une éducation de qualité accessible à tous.
En août 2022, Patrick Achi lance un projet pour améliorer l'accès à l'éducation et à l'emploi des jeunes, la construction de 7 établissements de formation technique et professionnelle à travers la Côte d'Ivoire,.
En avril 2023, il annonce un partenariat avec l'Agence française de développement (AFD) pour la construction de 37 collèges de proximité à travers le pays.

## Affaire Pandora Papers
En octobre 2021, Patrick Achi est cité dans l'affaire dite « Pandora Papers », une affaire d'évasion fiscale. Selon une enquête menée par un Consortium international de six cents (600) journalistes (ICIJ), de nombreux dirigeants politiques, actifs ou retraités, provenant de plus de 90 pays, incluant un roi, sept présidents et quatre chefs de gouvernement en exercice, ont été mentionnés dans cette affaire,. Parmi ces personnalités figurait le Premier ministre ivoirien, Patrick Achi, présenté comme le détenteur d'une société offshore nommée Allstar Consultancy Services Ltd, établie dans un paradis fiscal aux Bahamas, qu'il aurait possédée jusqu'en 2006.
D'après l'ICIJ, en 1998, Patrick Achi est devenu propriétaire d'une société située aux Bahamas, nommée Allstar Consultancy Services Ltd, pendant qu'il occupait un poste de conseiller au ministère de l'Énergie. L'ICIJ mentionne que Achi détenait des parts de cette société via un accord de Trust, ce qui impliquait que son nom ne figurait pas sur les documents officiels, dissimulant ainsi sa propriété. Les Pandora Papers de l'ICIJ indique que Achi a mis en place cette société en collaboration avec un spécialiste de la finance offshore basé à Londres. En 2006, il a déplacé la gestion de cette société vers le cabinet d'avocats Alemán, Cordero, Galindo & Lee (Alcogal) situé aux Bahamas. À partir de cette année-là, Alcogal est devenu l'agent enregistré d'Allstar Consultancy Services Ltd.
Le lundi 4 octobre, à travers un communiqué de la primature il dément cette accusation et affirme « Dans la perspective de missions à l’international que son activité de consultant pouvait impliquer légitimement, une société a été immatriculée en 1998 à l’étranger avec toutes les formalités légales [...] » et ajoute que cette société « n’a jamais eu aucune activité. « Cette société n’a jamais servi de support à la moindre évasion fiscale, à la moindre transaction illicite, au moindre détournement de fonds publics, à la moindre activité illégale ».
Par ailleurs, l'enquête du Consortium international des journalistes n'a pas révélé jusqu'à présent de transactions illicites ou irrégulières.

## Distinctions
- Élevé à l'ordre de la dignité de grand-officier (2021)[57].

## Vie privée
Patrick Achi est marié à Florence Aste, maire d'Adzopé et père de cinq enfants.
Patrick Achi a perdu sa mère Marianne Le Du, le 5 novembre 2023 en France.